# Шестьдесят рассказов
Шестьдесят рассказов (итал. Sessanta racconti) — сборник рассказов итальянского писателя Дино Буццати, впервые изданный в 1958 году (Arnoldo Mondadori Editore, Милан).

## История первого издания
В сборник вошли рассказы трёх более ранних сборников: «Семь гонцов» (1942), «Паника в Ла Скала» (1949), «Крушение „Баливерны“» (1954), а также несколько новых. В 1958 году «Шестьдесят рассказов» удостоены премии Стрега. Другими претендентами на победу в том году были: Il fantasma di Trieste (Призрак Триеста) Энцо Беттица, Notte del diavolo (Ночь дьявола) Оливьеро Оноре Бьянки, Il senatore (Сенатор) Джанкарло Буцци, Il salotto giallo (Жёлтая гостиная) Альдо Камерино, Il soldato (Солдат) Карло Кассола, La coda del parroco (Хвост священника) Джан Антонио Чиботто, Un requiem per Addolorata (Реквием по Деве Марии) Марио Девена, Le rose del ventennio (Розы двадцатилетия) Джанкарло Фуско, Ottavio di Saint Vincent Томмазо Ландольфи, Foglietti e pianete (Листки и планеты) Джузеппе Лонго, I giorni della creta (Дни глины) Джованни Паренте, Il successo (Успех) Луиджи Дзампа. Когда во время торжественной церемонии одетая в вечернее белое платье писательница Мария Беллончи провозгласила имя победителя, Буццати не оказалось в зале. Его нашли в саду, где он прогуливался со своим другом Сильвио Негро, и награду он получил смертельно бледный, смущённый, одетый по-будничному.

## Содержание
1. Семь гонцов (перевод Ф. Двин) / I sette messaggeri
2. Нападение на большой конвой (перевод Р. Хлодовского) / L’assalto al grande convoglio
3. Семь этажей (перевод Г. Киселёва) / it:Sette piani
4. Тень из Порт-Саида (перевод И. Смагина / Ombra del sud[7]
5. И всё же стучат в дверь (перевод И. Смагина) / Eppure battono alla porta
6. Плащ (перевод Г. Киселёва) / Il mantello
7. Как убили дракона (перевод Ф. Двин) / L’uccisione del drago[8]
8. Третье «П» (перевод Г. Киселёва) / Una cosa che comincia per elle[9]
9. Старый бородавочник (перевод И. Смагина) / Vecchio facocero
10. Паника в «Ла Скала» (перевод Ф. Двин) / Paura alla Scala
11. Очарованный буржуа (перевод Р. Хлодовского) / Il borghese stregato
12. Капля (перевод Ф. Двин) / Una goccia
13. Солдатская песня (перевод Г. Богемского) / La canzone di guerra[10]
14. Король в Хорм-эль-Хагаре (перевод Г. Богемского) / Il re a Horm el-Hagar
15. Конец света (перевод М. Аннинской) / La fine del mondo
16. Несколько полезных советов двух истинных джентльменов (из коих один погиб насильственной смертью) (перевод М. Аннинской) / Qualche utile indicazione[11]
17. Одинокий зов (перевод М. Аннинской) / Inviti superflui[12]
18. Рождественская сказка (перевод М. Аннинской) / Racconto di Natale
19. Крушение «Баливерны» (перевод М. Аннинской) / Il crollo della Baliverna
20. Собака отшельника (перевод Ф. Двин) / Il cane che ha visto Dio[13]
21. Что-то случилось (перевод А. Велесик) / Qualcosa era successo
22. Мыши (перевод Г. Киселёва) / I topi
23. Свидание с Эйнштейном (перевод Ф. Двин) / Appuntamento con Einstein
24. Друзья (перевод Ф. Двин) / Gli amici
25. Поединок (перевод А. Велесик) / I reziarii[14]
26. Бомба (перевод А. Велесик) / All’idrogeno[15]
27. Исцеление (перевод Г. Киселёва) / L’uomo che volle guarire[16]
28. 24 марта 1958 года (перевод Н. Кулиш) / 24 marzo 1958
29. Искушения святого Антония (перевод Ф. Двин) / Le tentazioni di Sant’Antonio
30. Маленький тиран (перевод Н. Кулиш) / Il bambino tiranno[17]
31. Риголетто (перевод Г. Богемского) / Rigoletto
32. Завистливый музыкант (перевод Ф. Двин) / Il musicista invidioso
33. Зимняя ночь в Филадельфии (перевод Ф. Двин) / Notte d’inverno a Filadelfia
34. Обвал (перевод А. Велесик) / La frana
35. Западня (перевод А. Велесик) / Non aspettavano altro[18]
36. Летающая тарелка (перевод А. Киселёвой) / Il disco si posò[19]
37. Дорога (перевод А. Велесик) / L’inaugurazione della strada[20]
38. Волшебство природы (перевод Ф. Двин) / L’incantesimo della natura
39. Стены Анагора (перевод Ф. Двин) / Le mura di Anagoor
40. Курьерский поезд (перевод Ф. Двин) / Direttissimo
41. Собственный город (перевод И. Смагина) / La città personale
42. Забастовка телефонов (перевод Л. Вершинина) / Sciopero dei telefoni
43. За ветром вослед (перевод Т. Воеводиной) / La corsa dietro il vento
44. Два веса, две мерки (перевод Л. Вершинина) / Due pesi due misure
45. Тщетные меры предосторожности (перевод Ф. Двин) / Le precauzioni inutili
46. Больной тиран (перевод Т. Воеводиной) / Il tiranno malato
47. Проблема стоянок (перевод Ф. Двин) / Il problema dei posteggi
48. Запрет (перевод Ф. Двин) / Era proibito[21]
49. Непобедимый (перевод Т. Воеводиной) / L’invincibile
50. Любовное послание (перевод Л. Вершинина) / Una lettera d’amore
51. Ночная баталия на Венецианской биеннале (перевод Ф. Двин) / Battaglia notturna alla Biennale di Venezia
52. Око за око (перевод Г. Киселёва) / Occhio per occhio
53. Чем люди велики (перевод Г. Киселёва) / Grandezza dell’uomo[22]
54. Запретное слово (перевод А. Велесик) / La parola proibita
55. Святые (перевод М. Аннинской) / I Santi
56. Искусствовед (перевод Ф. Двин) / Il critico d’arte
57. Бумажный шарик (перевод Ф. Двин) / Una pallottola di carta
58. Автомобильная чума (перевод Г. Богемского) / La peste motoria
59. Известие (перевод Т. Воеводиной) / La notizia
60. Линкор смерти (перевод Т. Воеводиной) / La corazzata «Tod»[23]

## Сюжеты

### 15. Конец света
В небе над городом появился огромный, угрожающе сжатый кулак, и жители осознали, что наступает конец света и Страшный суд. Вспомнив все свои грехи, люди толпами бросаются к священникам за причащением и исповедью. К каждому из них выстроилась длинная очередь, все наперебой выкрикивают свои прегрешения в надежде на Рай. Один из священников, беспомощно оглядываясь на небеса и непрерывно благословляя страждущих, сам содрогается от страха и повторяет: «А я? А как же я?». Но никто не слышит его.

### 20. Собака отшельника
Неподалёку от погрязшего в грехах города поселился отшельник, у которого есть чёрная собака. Иногда по ночам в той стороне, где находится жилище святого, горожане видят белое сияние, но сохраняют свой прежний образ жизни. Затем отшельник умирает, его хоронят, собака тоже исчезает, её видят у могилы, но через несколько дней на улицах города появляется чёрная собака, чем-то похожая на собаку отшельника, и чем-то отличная. Ходит от одного дома к другому, внимательно смотрит на обывателей, и постепенно тем становится неуютно — кто-то за разговором роняет между прочим фразу: эта собака ведь видела Бога. Она же была с отшельником, когда над его жилищем вставало таинственное сияние! Сначала при собаке, а затем и без неё, люди стараются сдерживать свои порочные привычки. Её пытаются как бы случайно застрелить, или избавиться от неё иным способом, но ничего не выходит. Наконец, когда собака заболевает, о ней даже начинают заботиться, но она всё же околевает. Горожане решают похоронить её рядом с покойным хозяином, относят на его могилу и обнаруживают у надгробного камня маленький собачий скелет.

### 40. Курьерский поезд
Герой садится в курьерский поезд и едет. Ему кажется, что поезд мчится, как ветер, но он не понимает брюзжания попутчиков, которым кажется, что поезд еле тащится. На первой остановке он не успевает побеседовать со своим приятелем о важном деле, так как тот не терпит суеты. Надеясь решить вопрос в будущем, герой снова заскакивает в поезд и мчится дальше к своей цели. Скоро он начинает замечать, что поезд опаздывает. На второй станции его не дожидается девушка, на третьей - комитет встречающих. Дожидается его только мама, просидевшая на следующей станции четыре года. Он хочет сойти и остаться с ней, но та сама сажает его на поезд. Герой мчится в пустом и холодном вагоне навстречу цели, которой он, как понимает читатель, и сам не знает. Рассказ аллегоричен - движение куда-то ради самого движения зачёркивает все привязанности и дела человека.

### 47. Проблема стоянок
Герой рассказывает, как тяжело ему стало жить, когда у него появился автомобиль. Он описывает свои тщетные попытки припарковать автомобиль перед зданием, где он работает. Попутно автор знакомит читателя с тем, как решена проблема парковок в городе и сколько препятствий приходится преодолевать человеку, чтобы поставить свою машину в положенном месте, не нарушив ни одного правила. В конце концов, в конце рабочего дня герой решает избавиться от автомобиля, бросив его в безлюдной пустыне. Рассказ решён в юмористическо-сатирическом ключе.

### 55. Святые
«На побережье у каждого святого — домик с балконом. Балкон выходит на океан, и этот океан есть Бог. В жаркие летние дни святые спасаются от зноя в прохладных водах, и эти воды — тоже Бог». Канонизированный спустя две сотни лет после своей смерти святой Ганчилло тоже получает свой домик, но скоро обнаруживает, что никто из людей не обращает к нему свои мольбы. Он начинает совершать чудеса на своей могиле и даёт зрение слепому у своего алтаря, но ничто не помогает — чудо приписывают святому Марколино, чей алтарь находится рядом. Ганчилло сел на своём балконе и стал смотреть на океан, находя утешение в покое. И однажды вечером к нему пришёл Марколино — утешил, заверил, что ему далеко до Ганчилло, и что не стоит расстраиваться. Они сели возле очага, стали болтать и готовить ужин. «Печка чуть-чуть дымила, дым поднимался вверх, и это тоже был Бог».